# Бобриков, Максим Павлович
Макси́м Па́влович Бо́бриков (1938—1984) — оленевод, депутат Совета Национальностей Верховного Совета СССР 11-го созыва. Член Ненецкого ОК КПСС.
Родился 30 августа 1938 года в Канинской тундре. По национальности ненец. Учился в Канинской школе. С 1955 года пастух, с 1967 года бригадир оленеводческой бригады колхоза «Россия». Награждён орденом Трудовой Славы III степени за высокие показатели в оленеводстве в 1975 году. Умер 31 декабря 1984 года.